# 真福寺貝塚
座標: 北緯35度56分26.5秒 東経139度42分26.9秒 / 北緯35.940694度 東経139.707472度

真福寺貝塚（2011年12月）

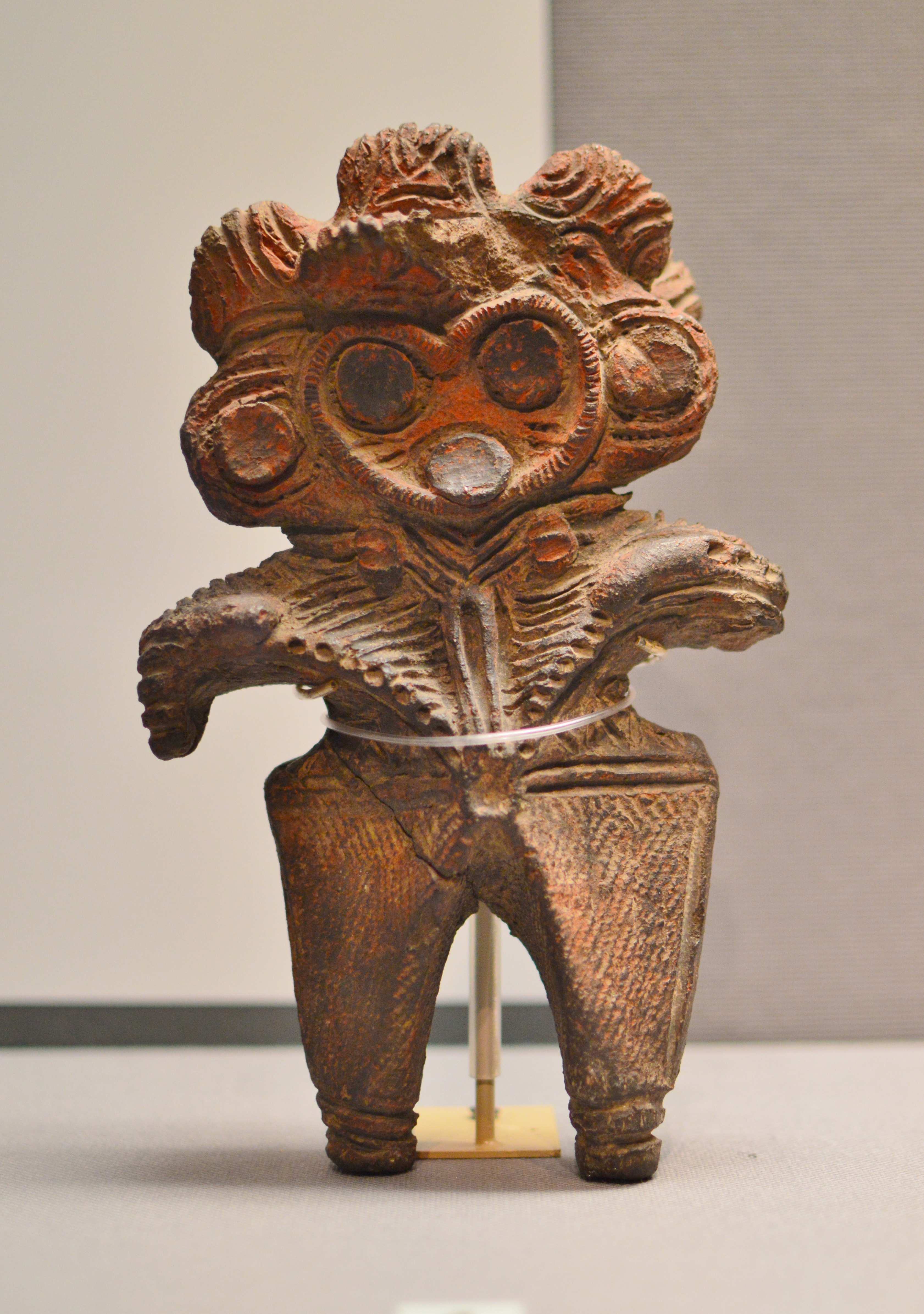
みみずく土偶（国の重要文化財）東京国立博物館展示。

真福寺貝塚（しんぷくじかいづか）は、埼玉県さいたま市岩槻区城南3丁目にある縄文時代後期から晩期の集落遺跡。貝塚と泥炭層から構成される。国の史跡に指定され、出土土偶は国の重要文化財に指定されている。

## 概要
大宮台地の岩槻支台の標高10メートルから13メートルに位置している。縄文時代後期から晩期にかけての集落遺跡で、径約150メートルの環状貝塚を中心に、周囲の泥炭層遺跡から構成される。遺跡は、台地西側に入りこんだ綾瀬川の小支谷の沖積低湿地にまでひろがる。
1926年（大正15年/昭和元年）の大山史前学研究所による発掘調査を初め、数回にわたり調査が行われ、結果、縄文時代晩期の竪穴建物跡及び土偶、勾玉、打製・磨製石斧、石鏃、石棒、砥石、独鈷（どっこ）石、磨石、凹石、曲石、X字形石製品、耳飾り、土版、骨角器等とともに多数の土器などの遺物が出土したほか、貝塚は・ヤマトシジミの主淡貝塚で、直径150メートルの馬蹄形、または円形に散在することが判明した。
泥炭層にあるためクリ、クルミ、トチ、ウリ、ソバなどの種子の遺存状態は良好で、その他、貝殻や貝層中の獣骨類など動物遺体も豊富に出土し、貴重な考古資料となっている。
また、この遺跡から出土した土器は、1934年（昭和9年）に山内清男により真福寺泥炭層式として提唱されたこともあり、関東地方における縄文時代晩期前半の標識的な土器であり、歴史的価値が高い。
1940年（昭和15年）東京大学が貝塚を発掘調査し、そこから検出した建物跡は一辺10メートルの大型建物跡であるとして注目された。その後酒詰仲男は約8×7メートルのものが3回くらい改築されたとの考えを報告した。1965年（昭和40年）慶應義塾大学が泥炭層を発掘調査し、土器編年研究を進めた。1988年（昭和63年）岩槻市（現岩槻区）の調査で貝塚は直径150メートルの円形であると結論づけられた。
なお、この遺跡から出土した高さ16センチメートルのミミズク形土偶は、ほぼ完形をなし、国の重要文化財に指定されている（土偶は長らく個人所蔵であったが、2003年に東京国立博物館が購入し、館蔵品となった）。

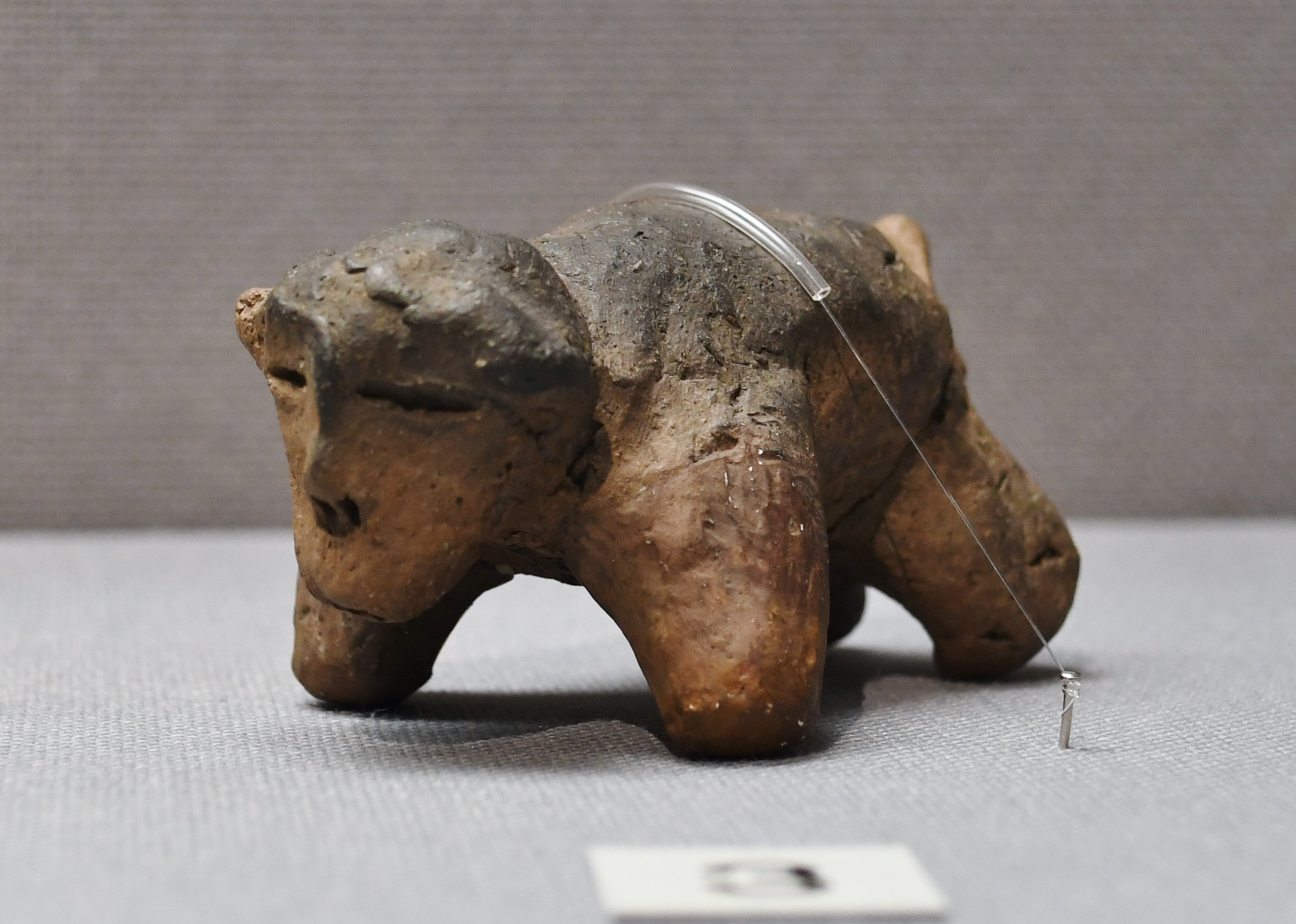
猿形土製品 東京国立博物館展示。

## 文化財

### 重要文化財（国指定）
- 土偶 埼玉県岩槻市真福寺貝塚出土（考古資料） - 所有者は独立行政法人国立文化財機構。東京国立博物館保管。1957年（昭和32年）2月19日指定[2]。

### 国の史跡
- 真福寺貝塚
1975年（昭和50年）7月19日指定。
1990年（平成2年）1月30日、2002年（平成14年）12月19日、2016年（平成28年）10月3日（約6400平方メートル）に史跡範囲の追加指定[3]。指定面積は約24,800平方メートル。

## 同名の貝塚
さいたま市南区（旧浦和市）別所にも同名の貝塚があり、区別の必要がある際には浦和のものは別所真福寺貝塚という。別所真福寺貝塚の方は縄文前期黒浜式土器期に形成され、ヤマトシジミやマシジミ、ハマグリなど淡水、汽水、海水産の多種多様な貝が出土する